# Saltúquidas

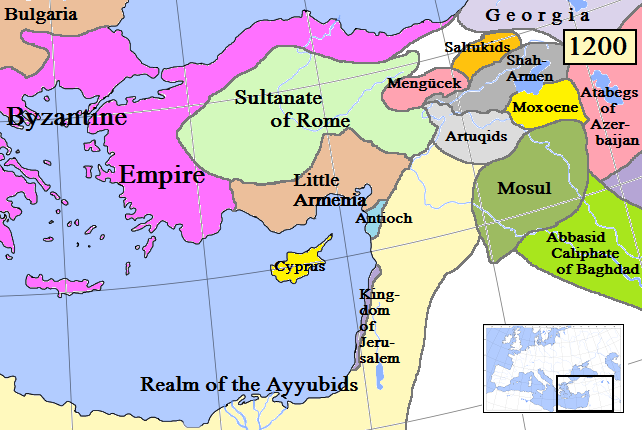
Anatolia

Los saltúquidas o saltúkidas (en turco: Saltuklular, en árabe: al-saltoūq, آل سلتوق) fueron una dinastía de beys turcos que reinaron sobre una parte del este de Anatolia durante el siglo XII.

## Fundación y vasallaje selyúcida
El 1071, los selyúcidas derrotaron al Imperio Romano de Oriente en la batalla de Manzikert. Ebul Kasım Saltuk (Abu al-Qasim Saltuq I) fue encargado por los selyúcidas de conquistar Anatolia. Se apoderó de Teodosiópolis y el sultán Alp Arslan lo designó bey de la región. Desde 1080, la dinastía saltúquida se instaló en Erzurum, de la que hizo su capital. Otra versión atribuye el origen del nombre a los refugiados armenios que venían en su mayoría de la cercana Arzan (Arzan al-Rum), que había sido destruida el 1049 por los selyúcidas.
El 1086, a la muerte del sultán de Rum Suleiman ibn Kutalmish, Ebul Kasim ejerció las funciones de regente (1086-1092) hasta la mayoría de edad de Kilij Arslan I. Este último estaba cautivo de Tutush, fundador de la dinastía selyúcida de Siria. Tutush fue vencido por los romanos de Oriente, que salvaron así a la dinastía de los selyúcidas de Rum. A la muerte del sultán selyúcida Malik Shah I en el 1092, Kilij Arslan I pudo acceder al trono de Rum. El 1107, su segundo hijo Melikshah heredó el trono, pero tuvo que hacer frente a sus hermanos, que le disputaban la corona.

## Independencia
Ebul Kasim continuó siendo en principio vasallo de los selyúcidas, pero después aprovechó los conflictos internos de estos para independizarse. Su hijo Alí lo sucedió el 1103. Apoyó a Muhammad Tapar en contra de Barkyaruk. Conquistó Kars y reforzó así su posición. Él y sus sucesores tomaron el título de malik (rey) . En 1123 el califa abasí les envió ayuda para enfrentarse a mazyádida Dubays ibn Sadaka de Hilla. El sucesor de Alí fue su hermano Diya al-Din Ghazi, muerto el 1131/1132.
Los saltúquidas conquistaron Bayburt, Shahin Kara Hisar, Teryán, Ispir, Oltu y Miyingerd, arrebatas al rey de Georgia, David el Constructor (Agmashenebeli). Este formó una coalición con los kipchak en 1120 y derrotó a varios grupos turcos, entre los cuales se contaron los saltúquidas. Diya al-Din se vinculó unos años después por matrimonio con los artúquidas. El 1132, Izzeddín Saltuk, nieto de Ebul Kasim e hijo de Alí, subió al trono. La dinastía alcanzó el apogeo durante su reinado. Luchó contra los georgianos y fue hecho prisionero el 1153/1154 por las fuerzas del rey Demetrio I de Georgia cerca de Ani. Los georgianos llegaron hasta Erzurum, pero se conformaron con saquear la ciudad antes de volver a sus tierras. El bey tuvo que pagar un rescate de diez mil dinares para ser liberado, que desembolsó merced a las aportaciones de otros beys (el artúquida y el Shah Arman de Ahlat, Sukman, que era su cuñado pues estaba casado con una de sus hermanas). Hizo una alianza, consagrada por el matrimonio de una hermana suya, con el sultán de Rum Izz al-Din Kilij Arslan II (1156-1192), pero la princesa fue interceptada por el emir danisméndida de Sivas, Yaghibasán, que la casó con su sobrino, el beg de Kayseri, cosa que desató la guerra entre Rum y los danismendíes de Sivas.
Izzeddín Saltuk murió el 1174, y le sucedió su hijo Nasir al-Din Muhammed. En las relaciones conflictivas con Georgia se produjo un curioso episodio: el hijo de Muhammad, Muzaffar al-Din, ofreció convertirse al cristianismo para casarse con la que luego fue la reina Tamara de Georgia; viajó con gran pompa a Tiflis, con valiosos regalos por la entonces princesa, pero esta acabó rechazando la oferta. No se vuelve a mencionar ni a Nasir al-Din ni a su hijo después de este episodio.
Otra particularidad de esta dinastía fue el reinado de Mama Hatún, la hija de Izzeddín Saltuk, durante una decena de años a finales del siglo XII (aparece reinando en el 1191). Mama estaba coligada con el emir de Mayyafarikín contra el Shah Arman de Ahlat. Hacia el 1200 pidió al sultán de Egipto al-Adil que le buscara marido, lo que debió precipitar su derrocamiento por Malik Shah, hermano de Muzaffar al-Din. El nuevo bey mantuvo, empero, la alianza estratégica con los ayubíes egipcios, lo que suscitó la hostilidad del sultán de Rum. Los saltúquidas tuvieron que luchar contra los sultanes de Rum desde principios del siglo XIII. 

## Ocaso
Un siglo antes el sultán selyúcida Malik Shah I (1107-1116) había querido unificar Anatolia bajo su autoridad, pero fue Rukn al-Din Sulaymanshah II de Rum (1197-1204) quien acabó dominando el beylicato el 1202; después de llevar a cabo una campaña contra Georgia, se dirigió a Erzurum y sometió al beylicato saltúquida; Malik Shah fue depuesto; no está claro si el territorio fue anexionado inmediatamente o unos años después. Según la Enciclopedia del Islam, fue anexionado el 1202, pero otras fuentes dicen que los saltúquidas quedaron como vasallos de los selyúcidas hasta aproximadamente el 1230, cuando Alá al-Din Kaikubad I anexionó completamente el territorio.

## Monumentos
Los saltúquidas dejaron varios monumentos en Erzurum y Teryán:
- Kale Mescidi (torre de la mezquita pequeña), Tebsi Minare (minarete), Ulu Câmi (mezquita grab) (1179) en Erzurum.
- Mausoleo y caravansar de Mama Hatín en Teryán.

## Miembros de la dinastía
| Fechas    | Nombre                             | Nombre turco          | Hijo de   | Nombre árabe                 |                                      |
| --------- | ---------------------------------- | --------------------- | --------- | ---------------------------- | ------------------------------------ |
| 1097-1103 | Abu al-Qasim Saltuk I              | Ebul Kasım Saltuk     |           | أبو القاسم سلتوق             | Fundador y epónimo de la dinastía.   |
| 1103-1124 | Alí                                | Alí                   | Saltuk I  | علي بن سلتوق                 |                                      |
| 1124-1132 | Dhiya al-Din Abu al-Muzaffar Ghazi | Ziyaeddin Gazi        |           | ضياء الدين أبو المظفر غازي   |                                      |
| 1132-1168 | Izz al-Dîn Saltuk II               | İzzeddin Saltuk       | Alí       | عز الدين سلتوق بن علي        |                                      |
| 1168-1191 | Nasir al-Din Muhammad              | Narizıreddin Muhammed | Saltuk II | ناصر الدين محمد              |                                      |
| 1191-1201 | Mama Khatun                        | Mama Hatun            | Saltûq II | ماما خاتون بنت سلتوق‎         |                                      |
| 1201-1202 | Ala al-Din Abu Mansur              | Alaeddin              | Muhammad  | علاء الدين أبو منصور بن محمد |                                      |
| 1202-1202 | Malik shah                         | Melikşah              | Muhammad  | ملكشاه بن محمد               | Conquista por los selyúcidas de Rum. |